# زندخت شیرازی
زندخت (زنددخت) شیرازی (۱۲۸۸-۱۳۳۱) روزنامه‌نگار، شاعر، نویسنده و از پیشگامان جنبش زنان در ایران بود.
او «مجمع انقلابی نسوان» را در سال ۱۳۰۶ در سن ۱۸ سالگی تأسیس کرد و نشریه‌ای به نام «دختران ایران» را در ۱۳۱۰ با هدف آگاهی دادن به زنان در شیراز منتشر کرد. پس از چند سال به دلیل نامناسب بودن شرایط از شیراز به تهران رفت و بدون داشتن امکانات مادی کافی در میدان فردوسی اتاقی اجاره کرد و انتشار نشریه دختران ایران را پی گرفت.
شعرهای زندخت نمونه‌ای از گرایش‌های فمینیستی رادیکال در ایران بود. او علاوه بر نوشتن مقاله در دختران ایرانی، در روزنامه‌هایی همچون حبل‌المتین نیز می‌نوشت.
نمونه‌اشعاری که نمایندهٔ افکار اوست:
کار تجارت از چه معنی کار زن نیست؟
کار صناعت با چه منطق کار من نیست؟
کفش زنان را از چه رو زن خود ندوزد؟
زن از چه جراح و طبیب جان و تن نیست؟
پس خواهرانم تا به کی بیکاره هستید؟
تنها برای تخم‌گیری خلق گشتید؟
تنها برای عشق مردان چیره دستید؟

## زندگی و فعالیت
فخرالملوک متخلص به «زنددخت» در ۱۲۸۸ در خانواده‌ای از طبقات بالا در شیراز زاده شد. پدر او مردی تحصیل کرده از بازماندگان خاندان سلطنتی قدیمی زند بود و مادرش تحصیلات کمی داشت اما به دخترش در فعالیت‌هایش کمک می‌کرد. زندخت ابتدا در خانه آموزش دید و بعداً در تهران به مدرسه رفت. او در ۱۰ سالگی مجبور به ازدواج اجباری شد که به طلاق انجامید.
زندخت در سال ۱۳۰۶ پس از پایان تحصیلات متوسطه، در سن ۱۸ سالگی مجمع انقلابی نسوان را در شیراز بنیان نهاد که هدف‌های آن رهایی زنان، دستیابی به حقوق زنان و رفع حجاب اسلامی بود. دولت رضاشاه به زندخت فشار آورد که نام این انجمن را به «نهضت نسوان» تغییر دهد ولی با وجود این تغییر نام، انجمن پس از ۹ ماه توسط دولت غیرقانونی اعلام شد.
در سال‌های ۱۳۱۰–۱۳۱۱ زندخت شیرازی دست به انتشار نشریه دختران ایران زد. در این نشریه اخباری از فعالیت‌های فمینیستی سایر کشورهای دنیا، مطالب ادبی و سرمقاله‌هایی از زندخت چاپ می‌شد. او در مقالاتش نظریه‌های فرودستی بیولوژیک زنان را رد می‌کرد و همچنین زنان را تشویق می‌کرد خواسته‌ها و حقوق خود را با جسارت بیان و پی‌گیری کنند. این نشریه پس از ۷ ماه توقیف شد و حملات و نقدهای شدیدی بر زندخت شد. او به تهران رفت و انتشار نشریه را از سر گرفت.
در همان زمان زنددخت به تدریس در مدرسه‌های دخترانه نیز مشغول بود و مدت کمی هم در وزارت فرهنگ وقت استخدام شد.
شعرهای زندخت نمونه‌ای از گرایش‌های فمینیسم رادیکال در ایران بود که به طرز عجیبی در منابع فارسی نادیده گرفته شده و به ندرت به آنها اشاره شده‌است. به عنوان یک نمونه تیپیک می‌توان به شرح حال زندخت در کتاب «زنان سخنور» اشاره کرد که از وی به عنوان شاعری غیرسیاسی یاد شده‌است. استثنایی بر این امر، شرح حال وی نوشته طلعت بصاری است که بر شعر و نثر فمینیستی رادیکال زندخت تأکید کرده‌است.
او در یک غزل به اوضاع اجتماعی نامطلوب آن دوره اشاره کرده و از ضعف عمومی حاکم بر پیکر جامعه شکوه می‌کند و انتظار ظهور یک مصلح اجتماعی نیرومند را دارد تا مشکلات به نیروی او حل شود و آنگاه به مردان عتاب می‌کند که به جای سخن گفتن از ضعف زن، از مردی خود بگویند. در غزلی دیگر از عقب‌ماندگی زن روزگار خویش می‌نالد و از اینکه زنان هم‌دورهٔ او امکان عرضه هنرها و بروز استعدادهای انسانی و حضور زنده را در جامعه ندارند، زبان به گله و شکایت باز می‌کند.
مخالفت‌های شدیدی که علیه او می‌شد منجر به ناامیدی طولانی مدت وی شد و در کنار عوامل جسمی و مالی، موجب افسردگی او شده بود که در نهایت به مرگ وی انجامید. زندخت شیرازی در سال ۱۳۳۱ در ۴۳ سالگی درگذشت.

## ایران‌دوستی
وطن‌دوستی از مهم‌ترین مضامین دفترهای شعر او بود:
۱.
فدای خاک وطن کن دلا سر و جان را
که زندگی است در این راه کشته گردیدن
به خاک وطن بوسه زن چو حافظ گفت
که دست زهد فروشان خطاست بوسیدن
۲.
هان ای زن دانش طلب! جز عشق ایران
درس دگر را گر ز برکردی نکردی
۳.
متاع کشور بیگانه تا به کار شماست
جوی ز حب وطن در شما نمی‌بینم
اگر چه زاده کورش و داریوش ستید
اثر به خون شما از نیا نمی‌بینم

## حق رای زنان
او بیش از ۳۰ سال پیش از دادن حق رأی به زنان این مسئله را مطرح کرد:
پریشان تا به کی ای دخت و ای دوشیزه ساسان
به هر کشور که زن خوار است هرگز نیست آبادان
ایا باد صبا رو از زن بدبخت ایران گو
چرا حق وکالت نیست زن را در بهارستان